# 和太守卑良
和太 守卑良（わだ もりひろ、1944年7月26日 - 2008年9月7日）は日本の陶芸家。兵庫県西宮市出身。

## 略歴
- 1959年　大阪学芸大学附属池田中学校卒業
- 1962年　大阪府立北野高等学校卒業
- 1967年　京都市立美術大学陶磁器専攻卒業。学長の依頼で高知県安芸市にて古窯の復興を手がける
- 1977年　茨城県笠間市に移住し築窯
- 1980年　ファエンツァ国際陶芸展金賞受賞。北関東美術展優秀賞受賞
- 1982年　高島屋東京店などで個展
- 1983年
  - 朝日生命土浦ビル陶壁「暁声」制作
  - 今日の陶芸（スミソニアン美術館、ヴィクトリア&アルバート美術館）カナダ巡回現代日本陶芸展
- 1984年
  - 朝日生命日比谷ビル（現・日比谷マリンビル）陶壁「黎音」制作　
  - 日本のデザイン伝統と現代展（モスクワ）
  - ブルーミングデール日本展（ニューヨーク）
- 1985年
  - 呉市立美術館・現代のやきもの展
  - 「土・イメージと形体」展（西武アートフォーラム）
- 1986年
  - 国際交流基金・現代日本陶芸展（ニューヨーク、ポーランド、チェコ、ギリシャ、東ドイツ巡回）
  - 池袋西武陶芸展、富本憲吉が残した作家達展
  - フジヰ画廊などで個展
- 1987年　サントリー美術館「工芸、世紀末の旗手たち」展
- 1988年
  - 日本陶磁協会賞受賞
  - 高島屋美術部80年記念「日本のたくみ」展出品
- 1989年　ユーロパリア・ジャパン近代日本陶芸展（ベルギー）出品
- 1990年
  - ユーロパリア・ジャパン帰国「昭和の陶磁・伝統と革新」展（愛知県立陶芸資料館）
  - 「土の発見、現代陶芸と原始土器」展（滋賀県陶芸の森展示館）出品。
  - Morohiro Wada/Ceramics - SOBO IN SOHO Alexander F.Miliken.Inc.（ニューヨーク）
  - 「陶のコンテンポラリー、新しい造形美術展」（笠間日動美術館）
  - 「和太守卑良作陶展ー想芒ー」（フジヰ画廊）
- 1992年　「セラミック・挑戦する空間　和太守卑展」（有楽町アート・フォーラム　主催：日本経済新聞社）
- 1994年　「逢居」展（小川美術館）
- 2008年　膵臓癌のため死去[1]。享年64。

## 主な著書
- 和太守卑良プロローグ「炻火音」　実業之日本社　1987年
- 「少年たちの日から」日本経済新聞社　1988年
- 「心と形の接点、飾の日十選」日本経済新聞社　1989年